# 40代最rich♫
「40代最rich♫」（日语：／ YonjūdaiWaIroiro */?）為日裔美國歌手宇多田光在2023年1月19日舉行的音樂直播活動，以慶祝她的40歲生日。這也是她繼「20代最in!」（2003年）與「30代最fit。」（2016年）後第三度舉辦相關直播活動。

## 背景
宇多田光曾先後在2003年及2016年舉辦網絡直播活動「20代最in!」與「30代最fit。」，以分別慶祝她的20歲生日與復出專輯《Fantôme》獲得的熱烈迴響。前者獲得AMD AWARD的「Best Music Composer」獎，而後者則成為日本首次同時提供以3DVR及二維空間多角度形式直播的網絡活動。
2022年12月9日，宇多田光在出道24週年當日宣布在2023年1月19日舉辦新網絡直播活動「40代最rich♫」，以慶祝她的40歲生日。活動除了開放觀眾申請觀賞立體聲版本外，亦同時提供10,000名觀眾以索尼全球首的物件導向的「360 Reality Audio Live」形式觀賞。

## 內容
直播正式開始前為DJ YANATAKE的獨家混音環節，播放由他為這次活動特意製作的宇多田歌曲混搭。直播以宇多田回答歌迷的問題開始，當中包括「2022年的聖誕節是怎樣過？」、「去年最常聽的是怎樣的歌曲」等各種提問。其後與宇多田作為好友的藝人佐藤健與吉高由里子均分別作為驚喜嘉賓連線隔空互動，但在宇多田與吉高對談不久後，直播曾因網絡問題而一度中斷。對談結束後，宇多田便走到錄音室演唱〈First Love〉、〈Rule（為你著迷）〉，以及翻唱自壞痞兔的〈Me Porto Bonito〉。宇多田在直播最後感謝觀看的歌迷，並正式結束活動。

## 40代最rich -Live from Metropolis Studios-
「40代最rich -Live from Metropolis Studios-」（日语：／ YonjūdaiWaIroiro Raibu Furōmu Metoroporisu Sutajiozu */?）是日裔美國歌手宇多田光在2023年2月17日以數位形式發行的單曲，來自她在同年1月19日舉行的現場音樂直播「40代最rich♫」的現場錄音。當中翻唱自壞痞兔的〈Me Porto Bonito〉因為版權問題而未有上架。

### 歌曲列表
| 線上下載 串流媒體 | 線上下載 串流媒體            | 線上下載 串流媒體 |
| 曲序              | 曲目                         | 时长              |
| ----------------- | ---------------------------- | ----------------- |
| 1.                | First Love - Live 2023       | 3:57              |
| 2.                | Rule（為你著迷） - Live 2023 | 3:36              |

### 榜單排名
| 週榜單（2023年）             | 最高 位置 |
| ---------------------------- | --------- |
| 日本（《告示牌》專輯下載榜） | 30        |

## 備註
1. ↑  20:00起為DJ YANATAKE打碟的開場環節
2. ↑  〈為你著迷〉的意大利語、英語及日語混合創作版

## 資料來源
1. 1 2  . Wired. 2016-12-02  [2022-01-19]. （原始内容存档于2024-03-16） （日语）.
2. ↑  . Barks. 2022-12-09  [2023-01-19]. （原始内容存档于2024-03-16） （日语）.
3. ↑  . Real Sound. 2022-12-22  [2023-01-19]. （原始内容存档于2024-03-16） （日语）.
4. ↑  . miyearnZZ Labo. 2023-01-24  [2023-03-19]. （原始内容存档于2024-03-16） （日语）.
5. 1 2 3  . OK Music. 2023-01-20  [2023-03-19]. （原始内容存档于2024-03-16） （日语）.
6. ↑  . am730. 2023-01-20  [2023-03-19]. （原始内容存档于2024-03-16） （中文（香港））.
7. ↑  . Billboard JAPAN. 2022-02-22  [2024-01-30]. （原始内容存档于2023-02-26） （日语）.

## 外部連結
- 官方網站 （页面存档备份，存于）（日語）
- 剪輯影像 （页面存档备份，存于）（日語）